# Neomaso antarcticus
Neomaso antarcticus là một loài nhện trong họ Linyphiidae.
Loài này thuộc chi Neomaso. Neomaso antarcticus được Vernon Victor Hickman miêu tả năm 1939.